# Аялон, Цви
Цви Аялон (Лешцингер, 15 июня 1911—1993) — генерал Армии обороны Израиля.
Цви Аялон родился в России в 1911 году. Получил традиционное еврейское образование. Приехал в Эрец-Исраэль в 1923 году, будучи ещё подростком. Учился в школе в Хайфе, затем в сельскохозяйственном училище в Микве Исраэль.
В возрасте 16 лет присоединился к Хагане, был ранен.
С 1936 года работал в отделении Хаганы в Хайфе, занимал различные командные должности, занимался обучением. В 1943 году окончил офицерские курсы в Гиоре, с 1944 года был офицером в Северной Галилее.
С самого начала войны за независимость работал в штабе, в январе 1948 года стал заместителем Главнокомандующего. В мае, с созданием ЦАХАЛа продолжил работу на том же посту в звании генерала. Одновременно был командующим хазит Гимель (сейчас Центральный военный округ), командовал войсками, сражавшимися за Иерусалим.
В связи с болезнью главнокомандующего Яакова Дори одно время выполнял его функции. В этом качестве подписал приказы о заключении обвиняемых по делу Альталены и Меира Тувианского.
После войны отвечал за парад АОИ в июле 1949 года.
В 1952 году был назначен на пост главы управления технологии и логистики. В 1954 стал главой Центрального военного округа, где прослужил до февраля 1956 года. Затем отправился на учёбу в США.
В августе 1957 стал главой отделения строительства и собственности в Министерстве обороны. В июле 1958 года Давид Бен-Гурион, бывший тогда главой правительства и министром обороны, назначил его главой департамента министерства обороны по общим вопросам, а в 1959 году возглавлял делегацию министерства обороны в Британию. В 1964 году был послом Израиля в Румынии. В 1965 году закончил воинскую службу. В ноябре 1966 года начал работу в Министерстве транспорта и муниципалитете Тель-Авива.
В 1931 году женился на Рахель Кацнельсон, у пары было двое детей.